# 羊脆木
羊脆木（学名：Pittosporum kerrii）为海桐花科海桐花属下的一个种。

## 扩展阅读
- 維基物種上的相關：羊脆木